# Tyrannosaurus rex specimen MOR 2925
MOR 2925 is een specimen van Tyrannosaurus rex. Het heeft de bijnaam F-2 rex.

## Vondst en naamgeving
De bijnaam 'F-2 rex' werd afgeleid van het veldnummer van het opgravingsplan van de vindplaats, HC-522 F-2.
In 2008 ontdekte Lee Hall, van het Cleveland Museum of Natural History, zesenvijftig kilometer (35 mijl) ten noordoosten van Jordan, aan de top van de vallei Embleton Coulee op de zuidelijke oever van het Fort Peck Lake of Fort Peck Reservoir (Garfield County, Oost-Montana), in de Upper Hell Creek Formation (Maastrichtien), een gedeeltelijk skelet zonder schedel dat circa 10% volledig is. Het werd opgegraven met steun van een team van het Museum of the Rockies (Bozeman, Montana). Het was zichtbaar op de oostelijke flank van een kleine heuvel en was bedekt met minder dan vijf meter bodemlaag. De negenentwintig beenderen waren deels uit mudstone geërodeerd. Dit skelet (specimen MOR 2925) is ongeveer het enige van de bijna vijftig Tyrannosaurus rex-skeletten, die sinds de eerste ontdekking in 1902 beschreven werden, waarop gedetailleerd tafonomisch onderzoek verricht werd, terwijl de meeste beenderen en verschillende groeistadia van T. rex bekend zijn. MOR 2925 werd ongeveer vijftig meter onder de Fort Union Formation gevonden. Het bestaat uit postcraniale beenderen die niet in anatomisch verband liggen. Het betreft acht wervels waaronder een atlas, zeven stukken rib en een onvolledig schaambeen. Honderd meter verderop werd een specimen van Triceratops ontdekt, MOR 3055.

## Opgravingsmethode
Tijdens de opgravingen werden de beenderen gefotografeerd, afgebeeld op een plan van de vindplaats en hun oriëntatie en diepteligging vastgelegd d.m.v. een Brunton Transit Compass. Daarna werden alle beenderen op een opgravingsplan gezet in een noord-zuid rastersysteem, rastergrootte telkens 1 m². De kwadranten van het groeveplan werden vastgelegd vanuit het zuiden en vanuit het oosten. De sedimentologie van de beenderhoudende horizon en de bedekkende sedimenten werd onderzocht d.m.v. een geologische lens met een vergroting van tien en een korrelgroottekaart van American Stratigraphic Company. De graad van verwering van de beenderen werd bepaald volgens de criteria vooropgesteld door Shipman (1977), Behrensmeyer (1978), Rogers (1994) en Tucker (2003).

## Stratigrafie, sedimentologie en tafonomie
De beenderhoudende laag bevond zich aan de basis van een ca. twee meter dikke donkerpaarse mudstone die overging in een bedekkende lichtgrijze tot groene mudstone. Daar onder lag een donkergrijze, klonterige mudstone waarin de beenderen gevonden werden. Deze bevatte in de matrix minder dan 10 % bijna afgeronde tot ronde kwartskorrels. Niet-identificeerbare steenfragmenten, variërend in grootte van 4.0 tot 2.0 phi (waarbij phi porositeit vertegenwoordigt), domineerden de vindplaats. Organische resten in de beenderhoudende mudstone waren meestal kleiner dan één cm². Rizolieten bereikten een lengte van twee tot vijftig cm en waren vertikaal en parallel met het verloop van de gesteentelagen georiënteerd. Het contactoppervlak met de bedekkende, ca. 1 cm dikke groengrijze mudstone was planair (vlak). Het vertoonde dus geen tekenen van erosie. Ten zuiden van de groeve was er een schijnbare daling van de gesteentelagen van één graad, ten noorden van drie tot vier graden. Lokaal was in de groeve wat vervorming van de sedimenten zichtbaar in de vorm van slickenslides, evenals binnen de bedekkende sedimenten (gewone breuken en afglijdingsmassa's), maar binnen de bestudeerde oppervlakte was geen beduidende afwijking zichtbaar. De aanwezigheid van afzonderlijke lenzen fijnkorrelige zandsteen (veertien cm dik), plantfragmenten tot 10 cm lengte en goed ontwikkelde rizolieten wijzen op een pedogeen gewijzigd riviervlaktemilieu. 
De beenderen lagen in één horizon van veertig cm dikte en verspreid over een oppervlakte van 24 m². Deze horizon strekte zich ca. vijftien meter zijwaarts van de groeve uit. De beenderdichtheid in een opgravingsraster bedroeg minimum één en maximaal elf beenderen per m². De oriëntering van de beenderen is grotendeels oostelijk tot zuidoostelijk, met de grootste beenderconcentratie in het zuidoostelijke deel van de vindplaats. Op ongeveer 50 cm van het oppervlak, in de heuvelflank, was het grootste deel van de beenderen niet-identificeerbaar, en afgeronde fragmenten missen een duidelijk oppervlak. Na preparatie vertoonden de dieper in de mudstone liggende beenderen een relatief onverweerd oppervlak. Oorspronkelijk waren ze omgeven door een drie tot vier millimeter dik oranje en grijs, samengekit omhulsel van gips en mudstone. De kwetsbare uiteinden van ribben en van lange beenderen zijn niet bewaard gebleven, wat op vele vindplaatsen typisch is. De morfologie van sommige beenderen lijkt door accumulatie licht gewijzigd te zijn. Zeven ribben en acht wervels, waaronder de eerste halswervel (de atlas), domineerden de vindplaats. Zeven ribfragmenten en een schaambeen waren evenwijdig aan de richting van hun verspreiding (oost tot zuidoost) uitgelijnd. Volgens de criteria vastgelegd door Behrensmeyer wijzen de lage verweringswaarden op een relatief korte periode van blootstelling aan de lucht (minder dan twee jaar) vóór de inbedding van de beenderen. Lage abrasiewaarden (75% stadium 1, 25% stadium 2) tonen aan dat er, volgens de criteria vastgelegd door Shipman, weinig tot geen transport is geweest door water. Omdat de beenderen niet onder ongewoon steile hoeken in het sediment ingebed werden, kan vertrappeling door dinosauriërs en transport door sterke stroming uitgesloten worden. Transport door snel stromend water zou immers resulteren in afzettingshoeken van meer dan 30°. Sporen op de beenderen van activiteit van aaseters (bijtsporen) komen niet voor. Wijzigingen aan de morfologie van MOR 2925 zijn het resultaat van lokale structurele verzakkingen of van moderne verwering.
Microfossielen die in de beenderhoudende horizon aangetroffen werden zijn zaden van onder meer Ficus, talrijke fragmentarische niet-identificeerbare plantenresten en een uitgeworpen theropode tand. Alhoewel de zaden uitwendig goed bewaard zijn, zijn zaden waarvan de inwendige structuur niet bewaard bleef moeilijk te identificeren. Vlakbij sommige beenderen werden rizolieten aangetroffen. Soms zijn deze poederige beenderfragmenten binnengedrongen. Het voorkomen van fossiele boomwortels in de beenderhoudende laag wijst op een periode van blootstelling aan de lucht na de afzetting, waardoor minstens matige pedogenese (bodemvorming) vóór de uiteindelijke inbedding van de beenderen kon optreden. Opvallend in de microthanatocoenose van de vindplaats is de afwezigheid (met de uitzondering van één theropode tand) van typische Hell Creekfossielen, zoals de resten van schildpadden, krokodillen, andere dinosauriërs, roggen en tweekleppigen.
Beschrijving in detail van sedimentologie, lithologie, beendermodificatie, beenderoriëntatie, aan de vindplaats gerelateerde micro- en macrofossielen en de stratigrafische positie van afzonderlijke vindplaatsen plaatst de hieruit volgende gegevens in een bredere paleo-ecologische context, wat dan weer ten goede komt aan gevolgtrekkingen op het gebied van paleobiologie. Zonder al deze gegevens, die de vondsten in een tijd- en ruimtecontext plaatsen, verliezen fossielen aanzienlijk aan wetenschappelijke waarde, waardoor onderzoekers de gelegenheid missen om evolutionaire en paleo-ecologische hypothesen te toetsen.  Tyrannosaurus rex is sinds zijn ontdekking een icoon, en zijn fossielen behoren tot de meest gegeerde ter wereld. Onder meer om deze reden heeft Tyrannosaurus rex (tezamen met andere geslachten dinosauriërs) altijd geleden onder het 'tentoonstellingssyndroom', waardoor beenderen veel te snel opgegraven werden, met verlies aan tafonomische gegevens zoals hierboven beschreven.
| F-2 rex 08-01 | presacrale rib        | C1, C2         | 80          |
| F-2 rex 08-02 | atlas                 | C2, C3         | 80          |
| F-2 rex 08-03 | ruggenwervelrib       | B1, B2, C2     | 84          |
| F-2 rex 08-04 | chevron               | A1             | 72,5        |
| F-2 rex 08-05 | wervel + andere       | C2, C3         | 71,5        |
| F-2 rex 08-06 | ruggenwervelrib       | D2             | 49,5        |
| F-2 rex 08-07 | ribfragment           | D2             | 62,5        |
| F-2 rex 08-08 | ribfragment ?         | C2             | 69,5        |
| F-2 rex 08-09 | rib ? chevron ?       | C2             | 69,5        |
| F-2 rex 08-10 | rib ?                 | C2             | 71,5        |
| F-2 rex 08-11 | rib ? chevron ?       | C2             | 71,5        |
| F-2 rex 08-12 | ribfragment           | C2             | 73,5        |
| F-2 rex 08-13 | rib                   | C2, d2         | 71,5        |
| F-2 rex 08-14 | wervelfragment        | E3             | 61          |
| F-2 rex 08-15 | wervelfragment        | B2             | 86          |
| F-2 rex 08-16 | halswervel            | B2             | 77          |
| F-2 rex 08-17 | halswervel ?          | D3             | 70          |
| F-2 rex 08-18 | halswervel ?          | E3             | 60          |
| F-2 rex 08-19 | wervelfragment        | C2, C3         | 80          |
| F-2 rex 08-20 | ?                     | C3             | 85          |
| F-2 rex 08-21 | ?                     | D3             | niet bekend |
| F-2 rex 08-22 | ?                     | D4             | 50          |
| F-2 rex 08-23 | staartwervel          | A1             | 76,5        |
| F-2 rex 08-24 | staartwervel          | A1             | 78          |
| F-2 rex 08-25 | staartwervel          | A2             | 84          |
| F-2 rex 08-26 | ?                     | A2             | 94,5        |
| F-2 rex 08-27 | staartwervel          | F3             | 64          |
| F-2 rex 08-28 | ?                     | E3             | 69          |
| F-2 rex 08-29 | onvolledig schaambeen | H1, H2, I1, I2 | 56          |